# Collisioni Festival
Collisioni Festival - Festival di Letteratura e Musica in Collina è un festival musicale e letterario che si tiene annualmente a Alba, nelle Langhe cuneesi. È organizzato dall'Associazione culturale Collisioni, con il patrocinio di Regione Piemonte, Comune di Barolo, Agenzia Regionale per lo sviluppo rurale, Regione Friuli Venezia Giulia e Agenzia Nazionale per i Giovani.

## Storia
Il festival è nato a Novello nel 2009, in seguito alla liquidazione della fondazione che organizzava il Premio Grinzane Cavour, e dal 2011 è stato trasferito a Barolo.

Negli anni l'evento si è trasformato da festival letterario a festival musicale e letterario, con importanti ospiti internazionali, e le presenze sono cresciute dalle 10.000 persone in due giorni della prima edizione ai 100.000 partecipanti in tre giorni dell'edizione 2013.

## Collisioni 2009
| 2 maggio                                                                                           | 3 maggio |
| -------------------------------------------------------------------------------------------------- | --- |
| Jovanotti Pietro Negri Scaglione Hamid Zyarat Efraim Medina Reyes Antonio Scurati Andrea Camilleri | Gabriele Vacis Alessandro Baricco Boosta con Gianluca Favetto Sergio Staino Nicolai Lilin Bruce Sterling e Tommaso Pincio Alessandro Baricco |

## Collisioni 2010
| 4 giugno                                                                                   |
| ------------------------------------------------------------------------------------------ |
| Vinicio Capossela Morgan Gino Paoli Carlo Petrini Oscar Farinetti Lucio Dalla Riyoko Ikeda |

## Collisioni 2011 - The Rock Edition
| 27 maggio                                                           | 28 maggio | 29 maggio |
| ------------------------------------------------------------------- | --- | --- |
| Caparezza Francesco Bianconi Siri Hustvedt Don Ciotti con Caparezza | Roy Paci Simone Cristicchi Luciano Ligabue Piergiorgio Gay Paul Auster Luciana Littizzetto Hanif Kureishi Eugenio Finardi Beatrice Lorenzin con Debora Serracchiani | Africa Unite Elio e Luca Scarlini Salman Rushdie Maria Luisa Busi Michael Cimino Enrico Ruggeri William Least Heat-Moon |

## Collisioni 2012
| 13 luglio | 14 luglio | 15 luglio | 16 luglio |
| --- | --- | --- | --------- |
| Subsonica Michele Dalai con Claudio Coccoluto Ezio Mauro con Mario Calabresi Richard Mason con Lella Costa Raffaele Guariniello con Anna Pavignano | Claudio Coccoluto (DJ set) Patti Smith Vinicio Capossela David Sedaris con Luciana Littizzetto Don DeLillo Niccolò Ammaniti Vauro con David Riondino Zucchero Fornaciari | Boy George (DJ set) Alessandro Mannarino e Enzo Cinaski Moni Ovadia Boy George Carlo Verdone Philippe Daverio Luis Sepúlveda con Carlo Petrini Pupi Avati Paolo Crepet | Bob Dylan |

## Collisioni 2013 - Creature Selvagge
| 5 luglio | 6 luglio | 7 luglio | 9 luglio   |
| --- | --- | --- | ---------- |
| Jamiroquai V. S. Naipau David Grossman Giuliano Sangiorgi Roberto Saviano Giuseppe Tornatore Luciana Littizzetto Lilli Gruber | Elio e le Storie Tese Gianna Nannini Riva Starr & Pony Brusco Double Trouble Fake Club Cixi 2 Fat Men The Traveller Avanzi di Balera Vanamusae The DownLovers Gabriel Wise & Roby Di Malone Le Forbici Julius Contest "Just Around Rock" | Feel Good Productions (DJ Set) Fabri Fibra Marta sui Tubi Tre Allegri Ragazzi Morti Perturbazione Daniele Ronda Julie Rave The Sweet Life Society Nuju Boomdabash Contest "Suoni Reali" Crifiu Carismas Madyon ED | Elton John |

## Collisioni 2014 Harvest - Festival di Letteratura e Musica in Collina
| 18 luglio   | 19 luglio | 20 luglio                                             | 21 luglio                |
| ----------- | --- | ----------------------------------------------------- | ------------------------ |
| Deep Purple | Elisa NODe Rootz Flava Kingshouters Suzanne Vega Salmo Torino Bass Culture Woody Gypsy Band Moustache Prawn Banda Elettrica Pellizza Démodé Avanzi di Balera Alberto Bertoli The Panicles Off the Cage Calvo / Volpe / Roncea Il Guaio Mario Biondi James Ellroy Vasco Brondi Mai Personal Mood Les Enfants I Dolcetti Francesco Guccini condirettori di Smemoranda Marti Stone Michele Serra Piero Pelù Maneras Il Mangiadischi Eugenio in Via di Gioia Mauro Corona Ferzan Özpetek Fausto Bertinotti | Caparezza The Roots Corporal Asia - Nomadi cover band | Neil Young & Crazy Horse |

## Collisioni 2015
Nell'edizione 2015 si sono esibiti Vinicio Capossela, Paolo Nutini, Passenger, J-Ax, Fedez, Mark Knopfler, Sting, Niccolò Ammaniti, Alessandro Baricco, Alex Britti, Massimo Cacciari, Luca Carboni, Marco Carta, Mauro Corona, Cesare Cremonini, Gigi d'Alessio, Niccolò Fabi, Eugenio Finardi, Carla Fracci, Umberto Galimberti, Emis Killa, Joe R. Lansdale, Marracash, Fiorella Mannoia, Mondo Marcio, Jay McInerney, Nesli, Omar Pedrini, Daniel Pennac, Katia Ricciarelli, Arrigo Sacchi, Andrea Scanzi.

## Collisioni 2017

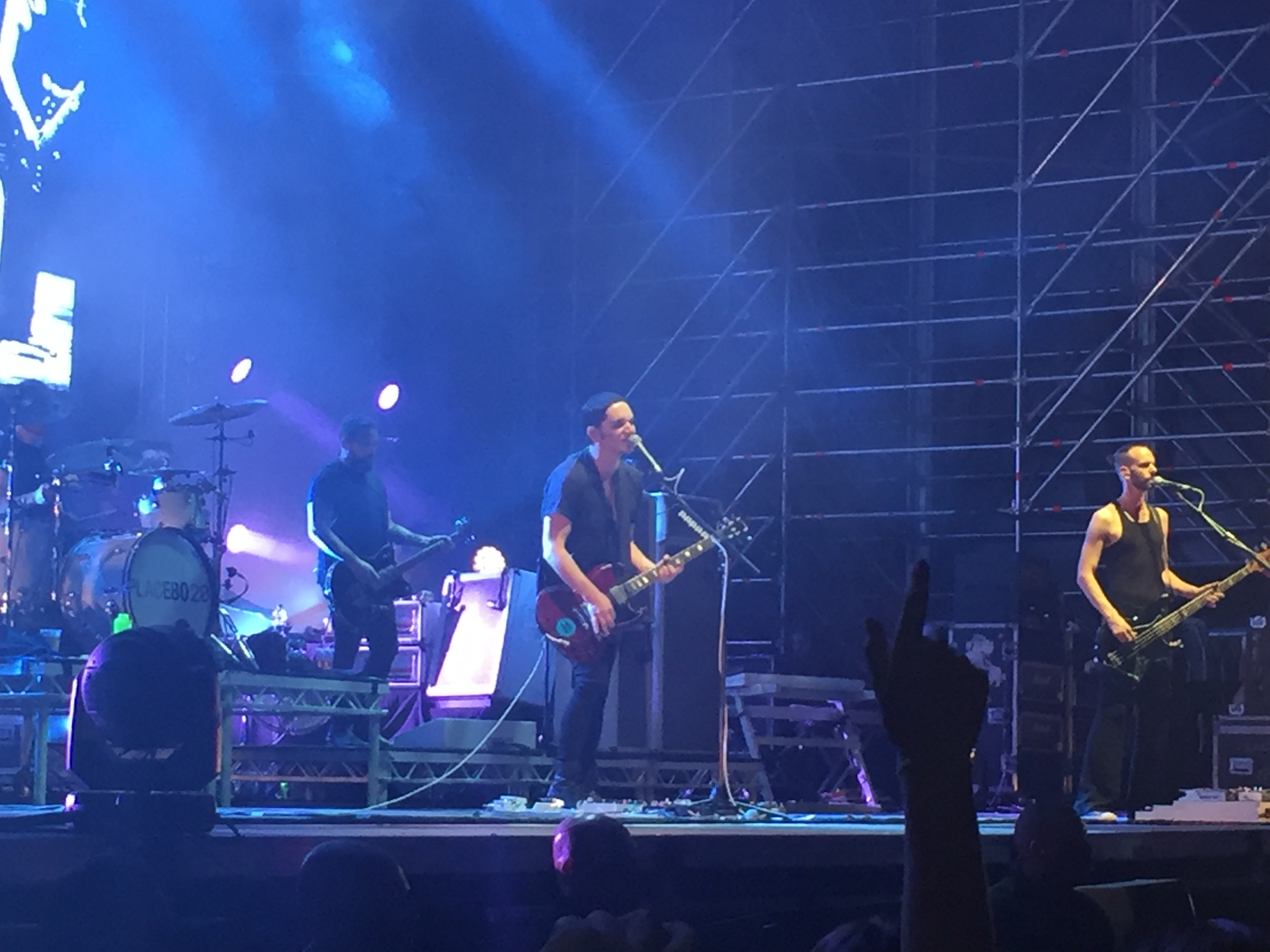
I Placebo al Collisioni Festival 2017.

La nona edizione del festival si è tenuta dal 14 luglio al 18 luglio 2017. Tra gli ospiti musicali annunciati per la nona edizione del festival ci sono: Placebo, Robbie Williams, The Offspring, Renato Zero e il trio Silvestri/Consoli/Gazzè.
Gli altri concerti hanno visto la presenza sul palco di numerosi artisti nazionali, tra cui Tommaso Paradiso, Levante, Giorginess, Kaos India, Lester Greenowski, e tanti altri.

## Collisioni 2018
La decima edizione del festival si è tenuta dal 28 giugno al 28 luglio 2018. Quest'edizione celebra i 10 anni della manifestazione con tanti artisti della musica italiana e internazionale: gli headliners del palco concerti sono stati i Depeche Mode, che a Barolo hanno tenuto l'unica data estiva italiana del loro Global Spirit Tour.
La prima serata del festival è stata riservata all'ultimo concerto della band Elio e le Storie Tese. La serata ha ricevuto ospiti i quali Piero Pelù, Cristina D'Avena, Paola Folli, Geppi Cucciari, i Neri per Caso, i The Kolors e Maccio Capatonda nei panni di Mariottide.
Gli altri concerti hanno visto la presenza sul palco di numerosi artisti nazionali ed internazionali, tra cui Caparezza, Nek, Max Pezzali, Francesco Renga, i Marlene Kuntz, Steven Tyler e Lenny Kravitz

## Collisioni 2019
L'edizione del 2019 si è tenuta dal 17 giugno al 31 luglio. Tra gli ospiti musicali annunciati per l'undicesima edizione del festival ci sono Eddie Vedder, Liam Gallagher, Carl Brave e Max Gazzè insieme a Rkomi e Daniele Silvestri, Salmo e i Måneskin, i Thirty Seconds to Mars, Macklemore, Thom Yorke e Calcutta, Mahmood.

## Collisioni 2021
Collisioni 2021, dopo la pausa nel 2020 a causa della pandemia, ha visto la partecipazione di Ariete, Patti Smith, Rkomi, Madame, Fiorella Mannoia, Sangiovanni, Massimo Pericolo e Zucchero Fornaciari.

## Collisioni 2022
Nell'edizione 2022 si sono esibiti Blanco, i Pinguini Tattici Nucleari, Madame, Tananai, Sangiovanni, Frah Quintale, Coez, Valerio Lundini e i Vazzanikki, Anastasio, Willie Peyote, Fask Animals. 

## Collisioni 2023
Nell'edizione 2023 si sono esibiti Lazza, Ernia, Geolier, Sfera Ebbasta, Shiva, Roshelle, Giuse The Lizia, Sethu, Tony Boy, gli Articolo 31, Checco Zalone, Maurizio Solieri (ospite di Asilo Republic).

## Collisioni 2024
Nell'edizione 2024 si sono esibiti Calcutta, Club Dogo (Guè, Jake La Furia e Don Joe), Tedua, Anna, Capo Plaza, Tony Boy, Artie 5ive, Paky.